# Església de Sant Josep de l'Hospital de Sant Antoni Abat
Sant Josep és una església i antic convent al costat de l'Hospital de Sant Antoni Abat a la ciutat de Vilanova i la Geltrú (Garraf) protegit com a bé cultural d'interès local. Erigida com a església dels P.P. Carmelites Descalços. El convent va ser iniciat el 1737 i el novembre del 1738 ja era habitat pels monjos. La construcció de l'església no es va enllestir fins al 1784, any en què es va beneir. L'obra va ser dirigida per Fra Josep de la Mare de Déu, frare carmelità. El 1787 es col·locà la imatge de la fornícula de la façana. El 1795 l'escultor Francesc Bonifaç va realitzar l'altar major, dedicat a la Verge dels Dolors. L'any 1835 els altars van ser destruïts i, després de l'exclaustració, el temple no es tornà a obrir al culte fins al 1853. Després de la Guerra Civil Espanyola (1936-1939) va fer les funcions de l'església parroquial, mentre es reconstruïa la de Sant Antoni.
Edifici de planta de creu llatina, amb una sola nau de cinc trams i capelles laterals. La nau està coberta amb volta de canó amb llunetes i les capelles amb cúpules peraltades. Damunt el creuer s'eleva un cimbori octogonal amb coberta de pavelló. La façana forma un angle amb la de l'hospital. És de composició simètrica, amb un cos central i dos laterals de menor alçada. Els tres cossos es troben separats per tres pilastres. El central té la porta d'accés, d'arc de mig punt, a més d'altres elements d'inspiració clàssica, com la fornícula, l'ull de bou o el frontó triangular del coronament. A la part central també hi ha una finestra amb dos escuts als costats. Els cossos laterals presenten portes d'arc de mig punt modificades i finestres rectangulars. El campanar, amb arcs de mig punt, està separat de l'església.